# Bière à façon
Ne doit pas être confondu avec Bière à étiquette.
 (mars 2021).
Si vous disposez d'ouvrages ou d'articles de référence ou si vous connaissez des sites web de qualité traitant du thème abordé ici, merci de compléter l'article en donnant les références utiles à sa vérifiabilité et en les liant à la section « Notes et références ».
Une bière à façon est une bière brassée d'après une recette originale dans une brasserie de production et commercialisée le plus souvent d'une manière durable par une autre entreprise, comme une brasserie de distribution, une confrérie, un groupement culturel ou un club sportif, suivant la quantité commandée. C'est une pratique très courante en Belgique.
Une bière à façon peut l'être pendant une durée prédéfinie, ce qui est le cas notamment lors du lancement ou de la renaissance d'une brasserie : une recette est brassée par une brasserie tierce, ceci le temps de tester cette recette auprès des consommateurs, ou le temps pour la première brasserie de s'équiper en matériel et d'acquérir des locaux pour brasser elle-même.

## Histoire
En mai 2014, certains brasseurs artisanaux belges dénoncent, dans une carte blanche au journal Le Soir, cette pratique de plus en plus répandue, la prolifération de brasseries de distribution (donc ne brassant pas) et le manque de clarté pour le consommateur sur l'origine réelle du produit[réf. nécessaire].

## Bière à étiquette et bière à façon
Il ne faut pas confondre la bière à façon avec la bière à étiquette. Celle-ci est une bière classique de brasserie, commercialisée souvent épisodiquement sous une étiquette différente représentant un événement, des festivités publiques ou privées ou une commande d'un particulier effectuée auprès de la brasserie productrice.

## Exemples
Cette section est promotionnelle ou publicitaire (août 2024). Considérez son contenu avec précaution et/ou discutez-en.
- La Corne du Bois des Pendus produite par la brasserie des Légendes en attendant[Quand ?] la construction de la brasserie d'Ébly qui la commercialise.
- Dju d’la brassée par la brasserie Grain d'Orge à Hombourg pour la Confrérie Tchantchès de Liège.
- La Durboyse produite par la brasserie Minne de Baillonville et commercialisée par la société ProNoLux de Tohogne (Durbuy).
- La bière Fluide glacial, produite par Brasserie de France et commercialisée par la société Domaines et Villages[1].
- La Poiluchette produite par la brasserie Huyghe à Melle pour la société des marcheurs de l'Entre-Sambre-et-Meuse.
- Standard, la bière des Rouches, produite par la brasserie de l'abbaye du Val-Dieu et vendue par le club de football du Standard de Liège.